# Kathedraal van Havana

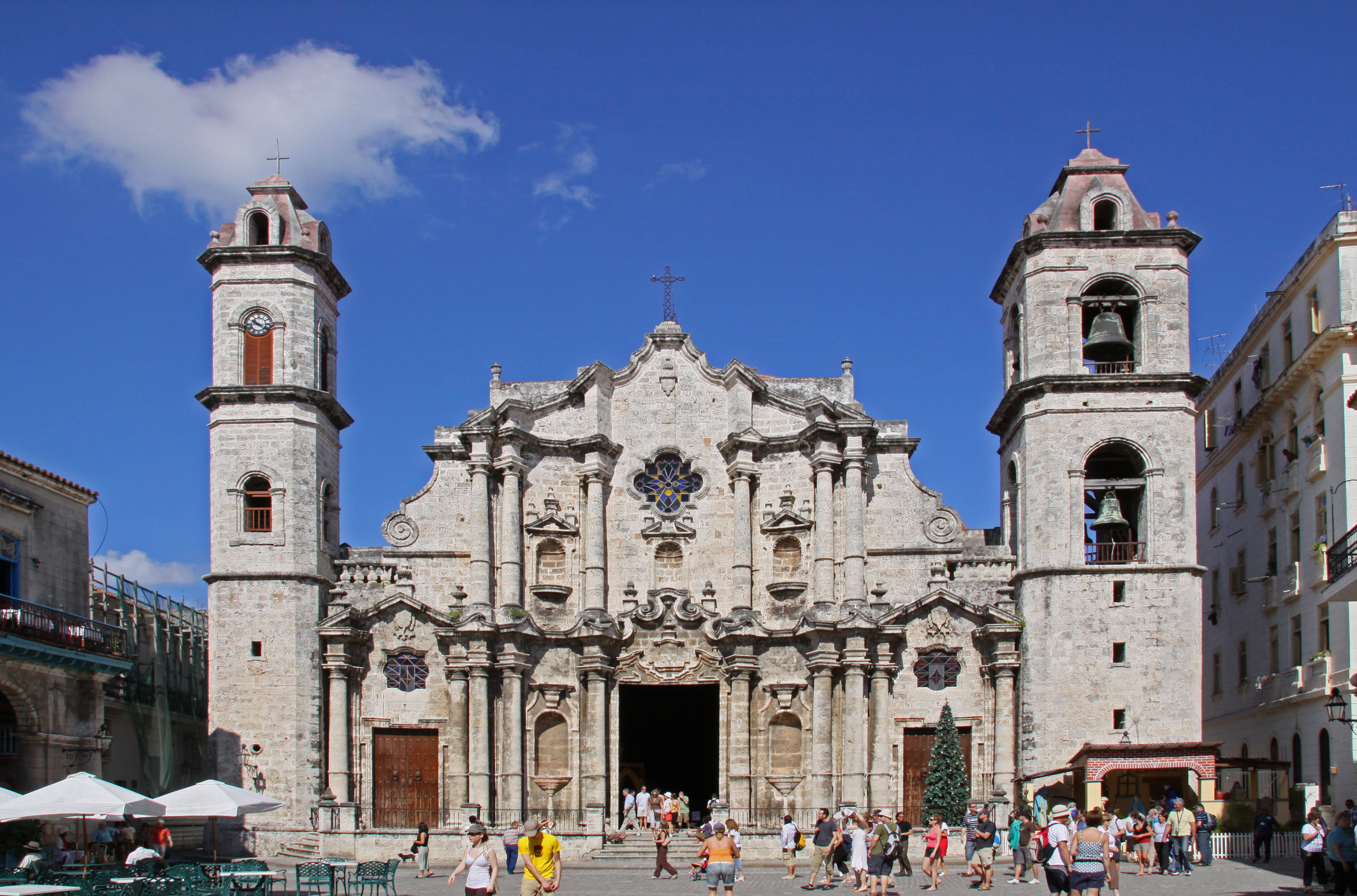
De kathedraal van Havana

De kathedraal van Havana werd gebouwd in de periode 1748 tot 1777. Het gebouw heeft een barokke gevel, doordat de twee torens niet gelijk zijn is deze niet symmetrisch.

## Geschiedenis

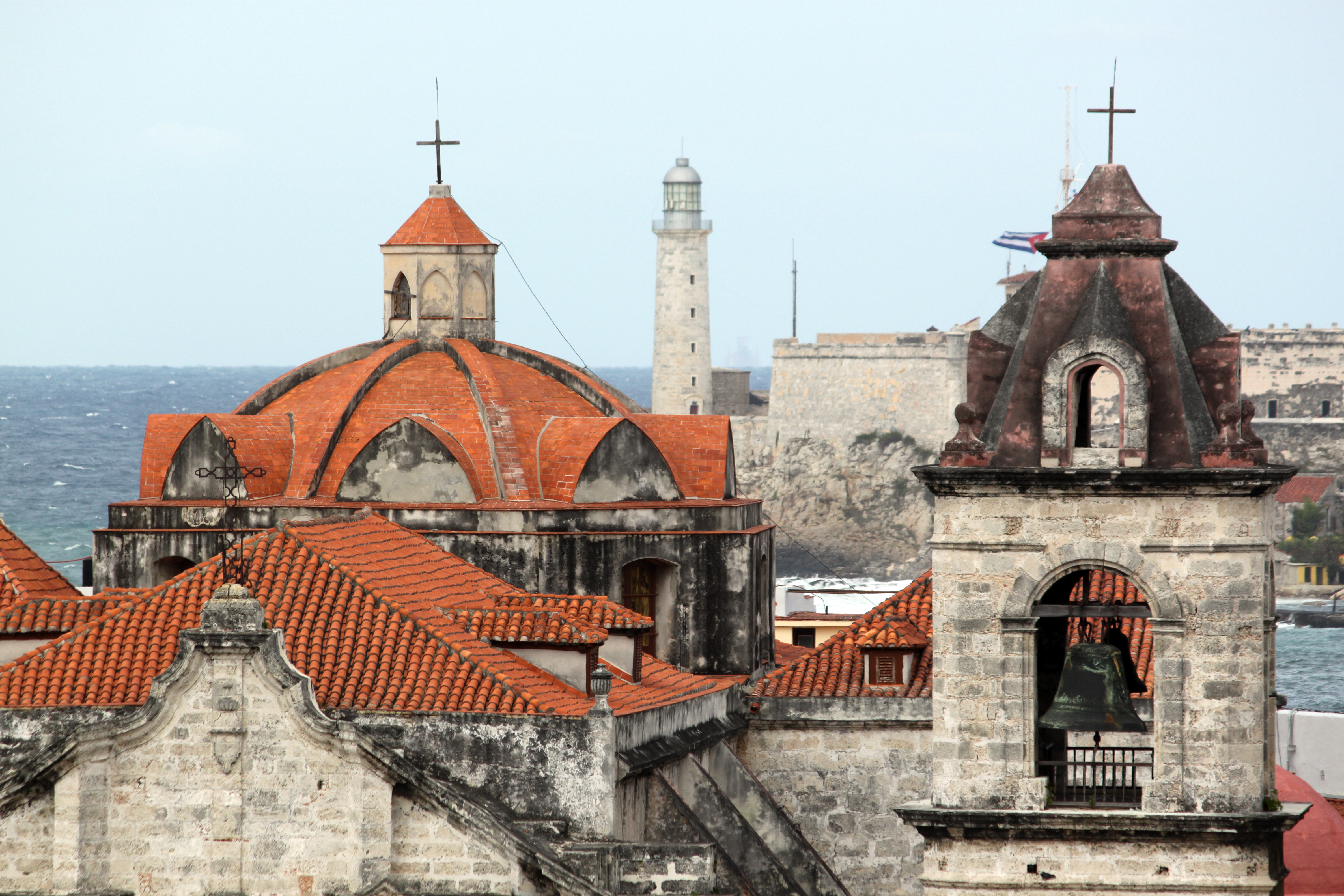

Het plan om een kathedraal te bouwen was afkomstig van de jezuïeten, de grootste missionaire groep in Havana. Na uitgebreide verzoeken, en na de aankoop van een stuk land bij de Plaza door de bisschop van Santiago de Cuba, werd toestemming verleend voor de bouw van de kathedraal. Deze verscheen aan het voormalige Plaza de La Ciénaga. In 1727 werden de plannen om een kerk, klooster en collegium te bouwen, goedgekeurd en begon het project vorm te krijgen. De Plaza ligt op de plaats van een drooggelegd moeras dat als marinewerf in gebruik was voordat de kathedraal werd gebouwd. 
De jezuïeten begonnen de bouw in 1748 en in 1777 was de kathedraal gereed. Dat was ruim nadat Karel III van Spanje de jezuïeten van het eiland had verbannen.
In 1796, nadat de Vrede van Bazel was getekend en Spanje het grootste deel van Hispaniola aan Frankrijk had overgedragen, werd het lichaam van Christoffel Columbus in de kathedraal begraven bij het Altaar van het Evangelie. In 1898 werden ze na de Cubaanse Onafhankelijkheidsoorlog naar de Kathedraal van Sevilla overgebracht.

## Architectuur
De voorgevel van de kathedraal is gebouwd in barokarchitectuur en heeft asymmetrische klokkentorens. De details van de façade zijn gelijk aan die van het San Carlos en San Ambrosio Seminarie, dat onderdeel is van hetzelfde complex. In de stenen muren zijn fossiele resten te zien van de mariene flora en fauna omdat ze net als veel andere gebouwen in Havana, gebouwd zijn van blokken koraal. Tussen 1946 en 1949 werd de kathedraal gerenoveerd in neoklassieke stijl. De Cubaanse architect Cristobal Martinez Marquez stond aan het hoofd van het project; hij gaf het interieur van de kerk een meer open ruimte, maakte mogelijk dat er meer licht binnenkwam en verbeterde het ventilatiesysteem. Het interieur is van steen met een zwart-witte marmeren vloer. Het heeft een centrale beuk van 15 meter breed, twee looppaden aan de zijkanten en acht zijkapellen. De centrale bogen van het middenschip worden gesteund door acht (zwevende) bogen aan de buitenzijde van de kerk, boven de looppaden. De zwevende bogen, de koepel boven het transept en de oranje dakpannen zijn vanaf het plein niet zichtbaar.

## Kunstobjecten

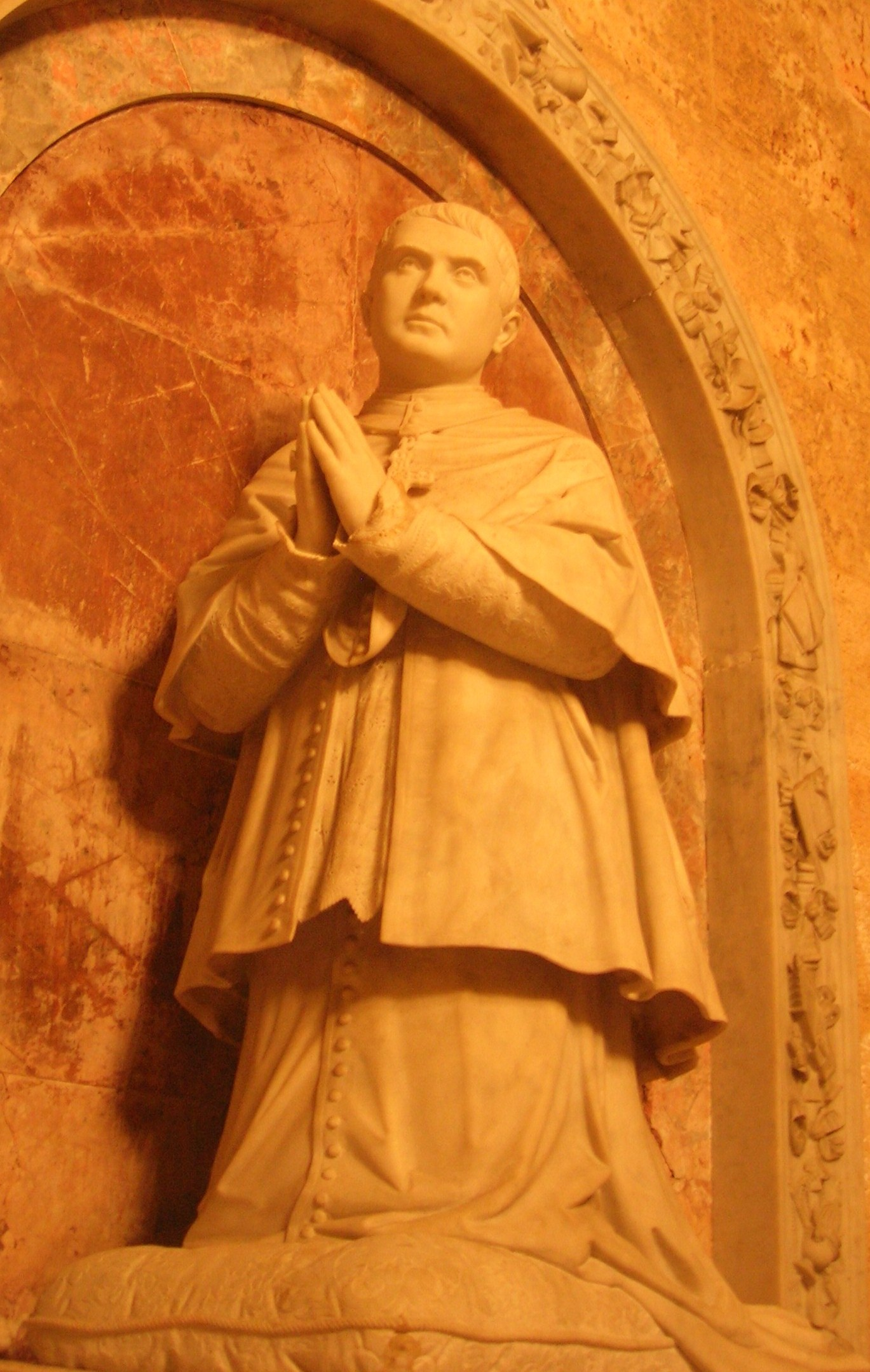
Bisschop Apolinar Serrano, door de Italiaanse beeldhouwer Pietro Costa.

De kathedraal herbergt een aantal beelden, schilderijen en fresco's. Een standbeeld van Apolinar Serrano (1833-1876), die bisschop van Havana was en ligt begraven in de kathedraal. Reproducties van schilderijen van Rubens en Murillo bevinden zich op de altaren in de zijkapellen. Een sculptuur van St. Christopher, patroonheilige van Havana, daterend uit 1632 en gemaakt door Martín de Andújar Cantos in Sevilla, Spanje. Boven het altaar zijn drie (vervagende) fresco's te zien van Giuseppe Perovani, een Italiaans neoklassiek artiest. Hij kreeg van bisschop Juan José Díaz de Espada y Fernánez de Landa van het Aartsbisdom Havana de opdracht om drie taferelen te schilderen: De overhandiging van de sleutels, Het laatste avondmaal en De hemelvaart. Op het altaar staan sculpturen en goudsmeedwerk, gemaakt in Rome in de eerste helft van de 19e eeuw. Aan de muren schilderijen van Jean-Baptiste Vermay, de Franse oprichter en eerste directeur van de "Academie voor teken- en schilderkunst van San Alejandro". Hij schiep ook de werken in het El Templete, in de oude stadskern van Havana.
De kathedraal bevindt zich eveneens in de oude kern van Havana, die door UNESCO is aangewezen als World Heritage Site.

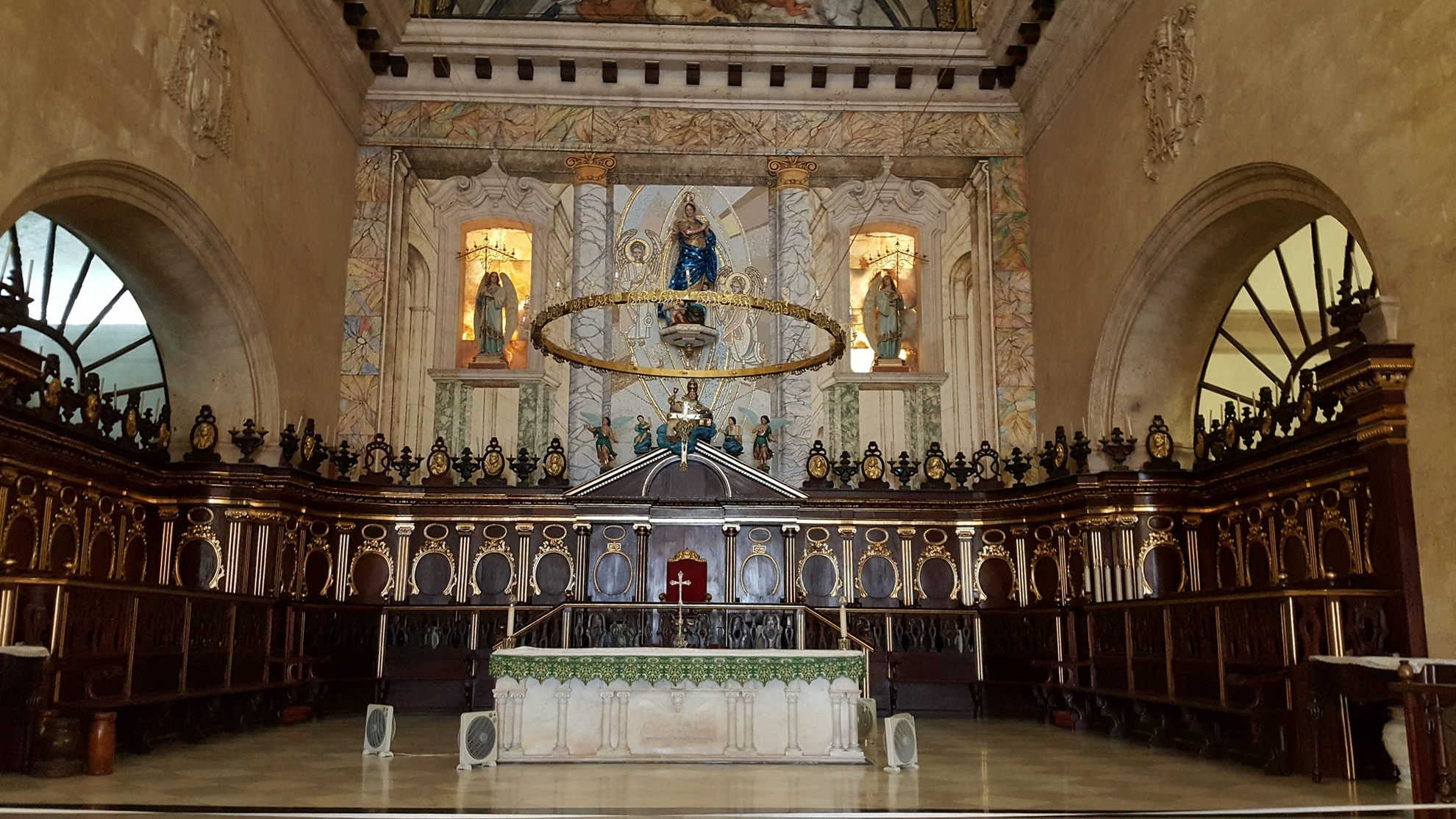
Altaar en koor

## Afbeeldingen

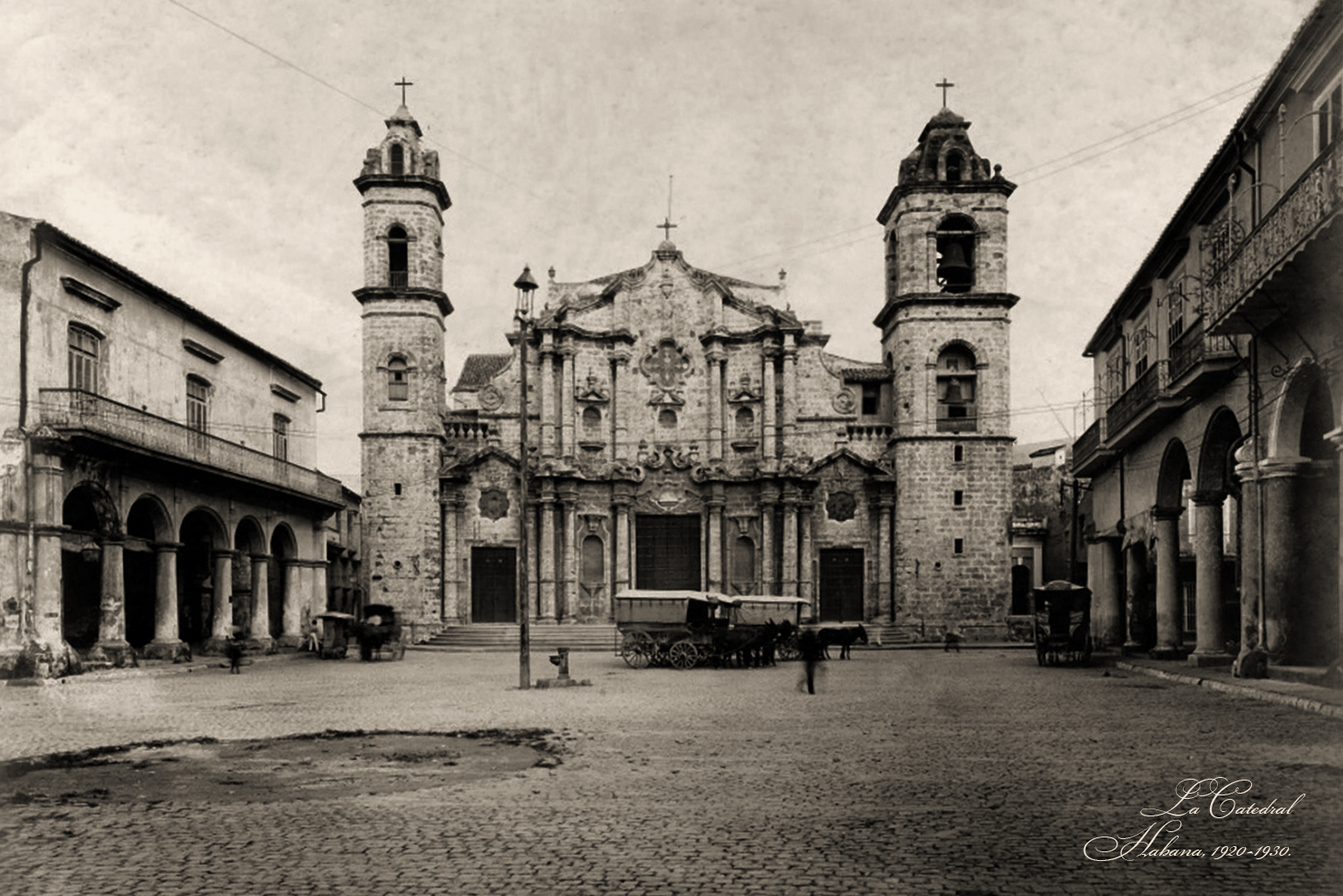
Circa 1920
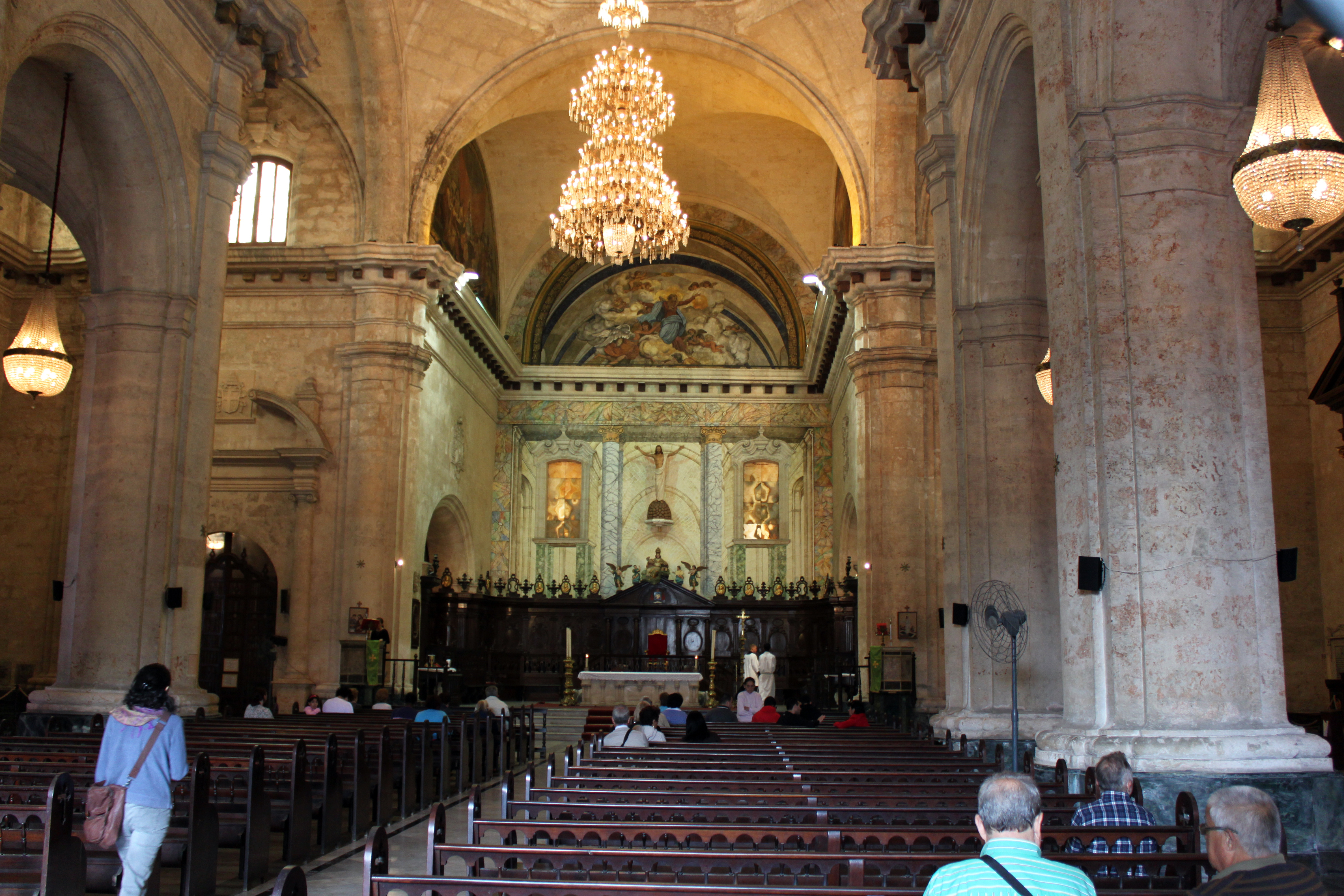
Middenschip
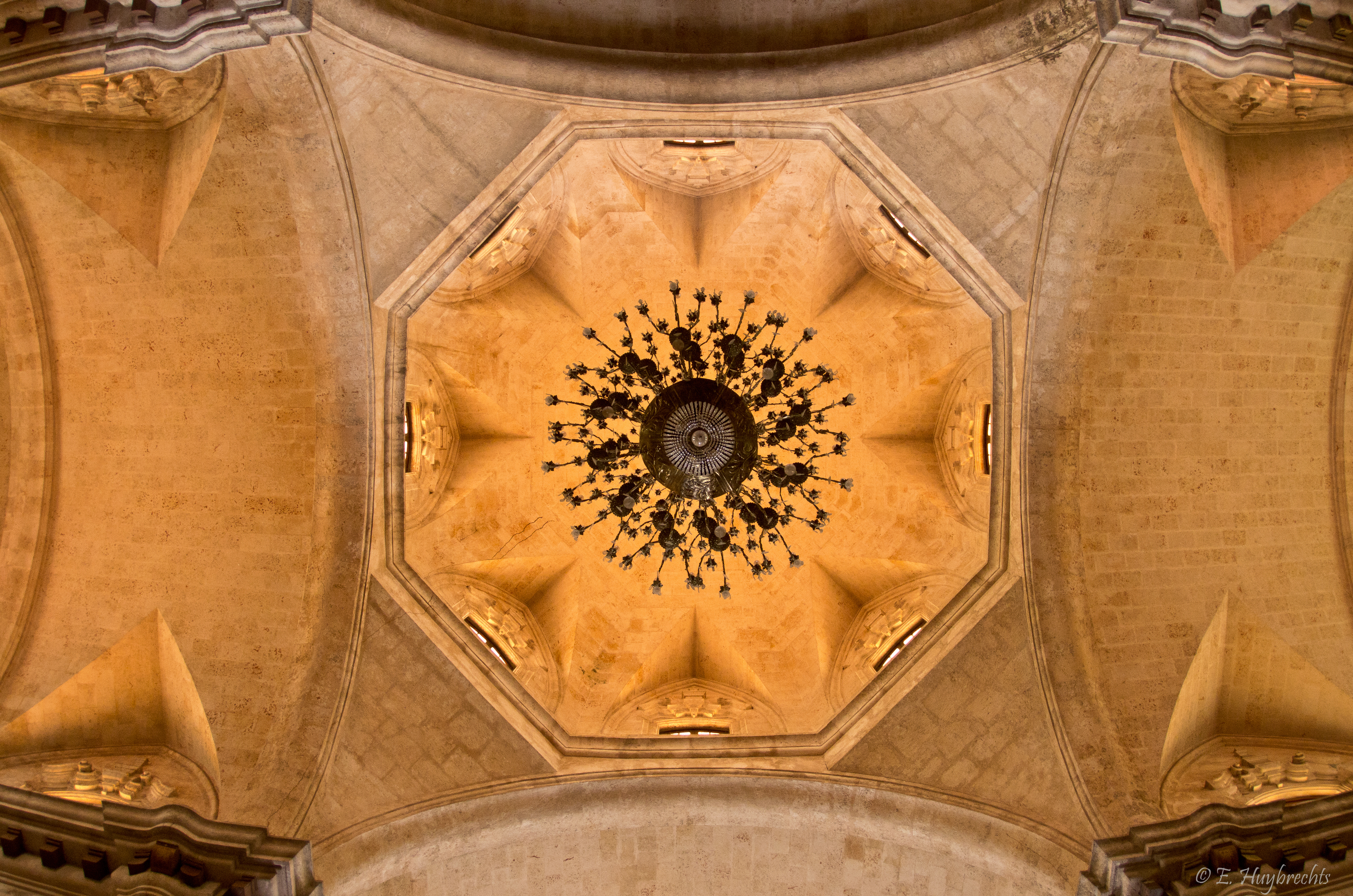
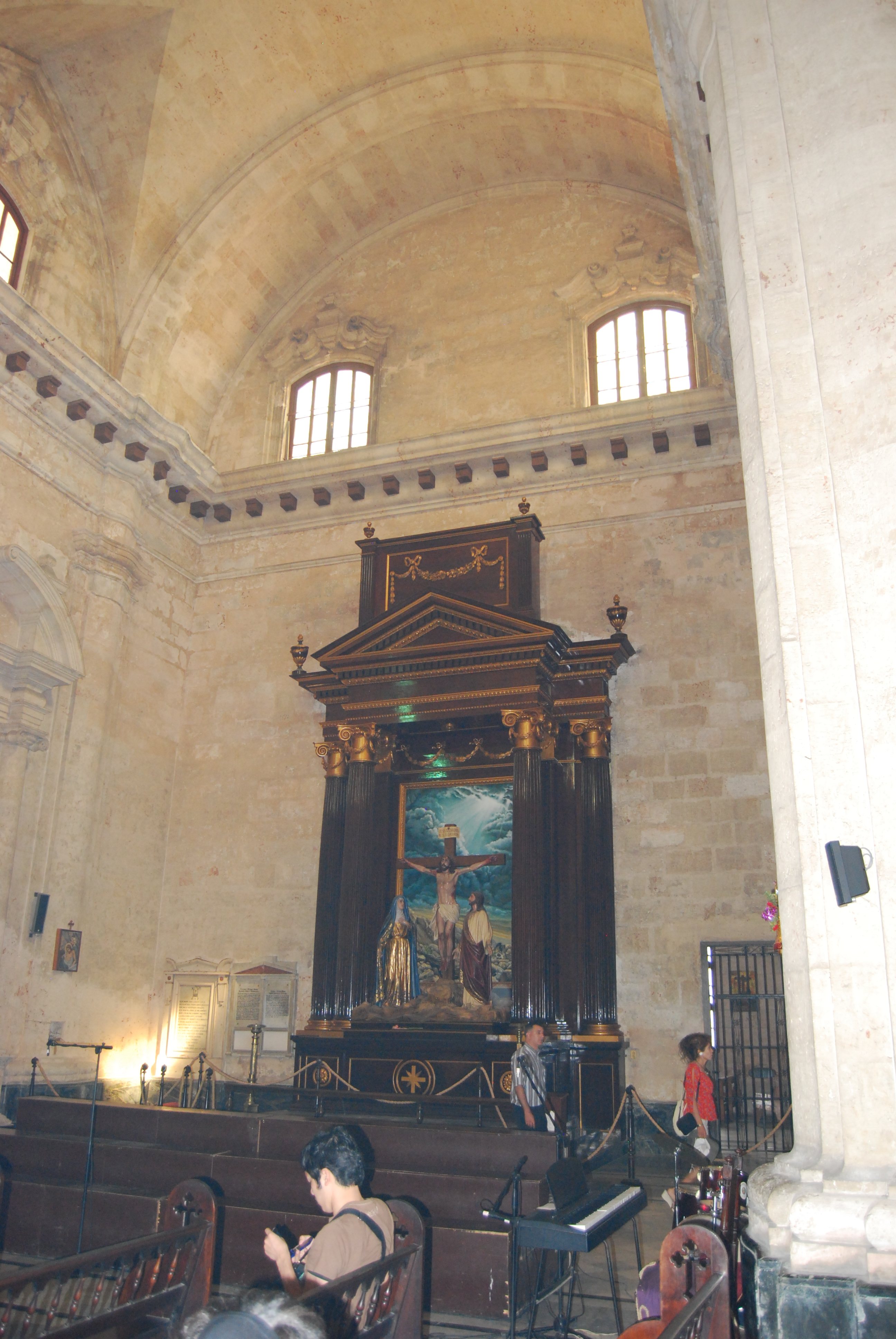
Zijkapel
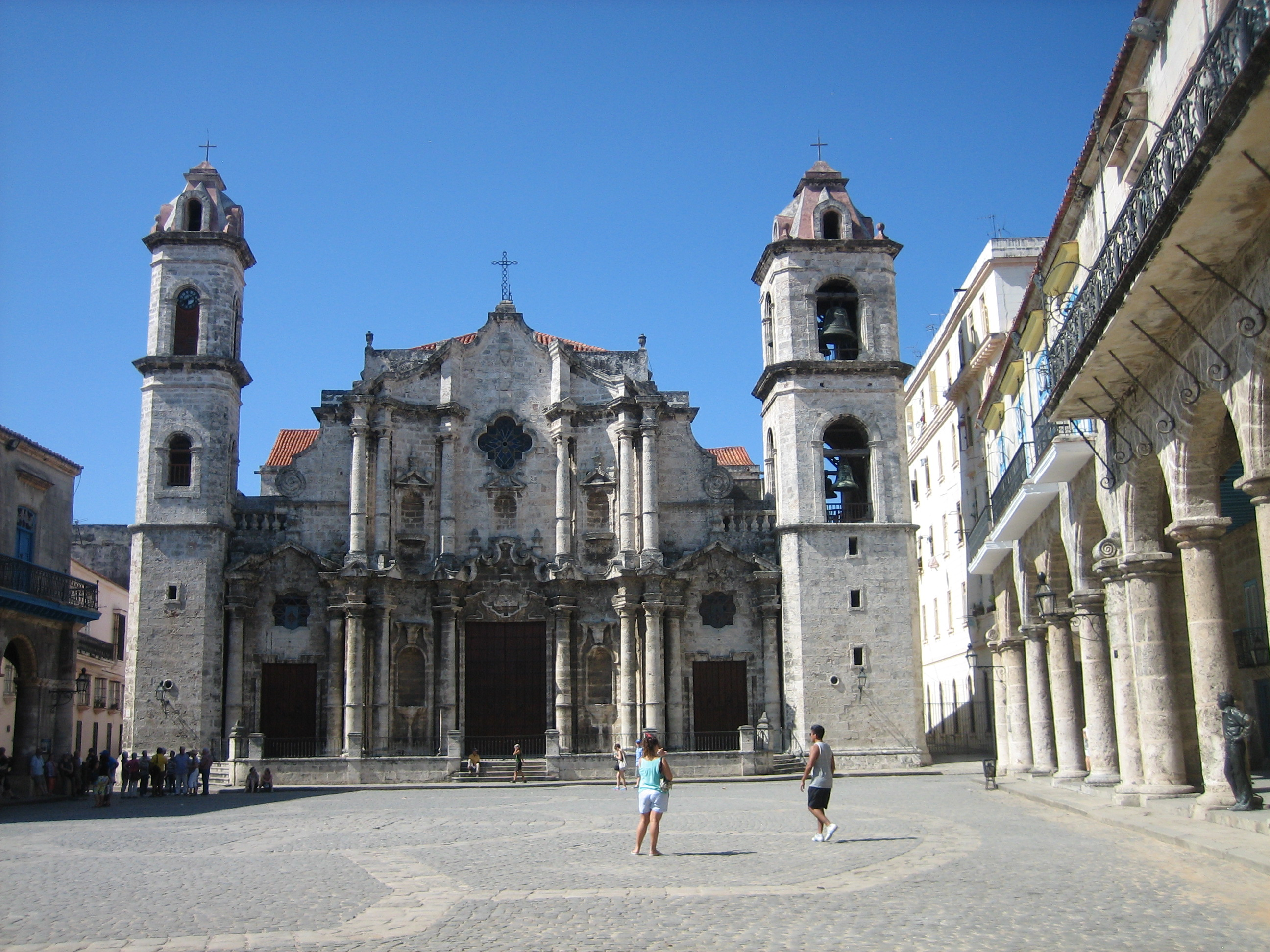
Zicht vanaf het plein